# Parafia Wszystkich Świętych w Skórczu
Parafia Wszystkich Świętych w Skórczu – rzymskokatolicka parafia w mieście Skórcz. Należy do dekanatu skórzeckiego diecezji pelplińskiej.

## Proboszczowie
- ks. Władysław Ebertowski (1945-1948)
- ks. Leon Megger (1948-1972)
- ks. Stefan Urbański (1972-1987)
- ks. Mieczysław Rozmarynowicz (1987-1990)
- ks. Kazimierz Kelpin (1990)
- ks. Zenon Myszk (1990-1998)
- ks. Eugeniusz Stencel (1998-2013)
- ks. Dariusz Ryłko (2013-2022)
- ks. Wojciech Głogowski (od 2022)